# Jordan Rossiter
Jordan Bernard Rossiter (sinh 24 tháng 3 năm 1997), Maghull, Merseyside là một cầu thủ bóng đá người Anh đang chơi cho Liverpool.

## Thống kê sự nghiệp
Tính đến ngày 2 tháng 10 năm 2015.
| Câu lạc bộ          | Mùa giải            | Giải đấu            | Giải đấu | Giải đấu | FA Cup | FA Cup | League Cup | League Cup | Châu Âu | Châu Âu | Tổng cộng | Tổng cộng |
| Câu lạc bộ          | Mùa giải            | Hạng                | Trận     | Bàn      | Trận   | Bàn    | Trận       | Bàn        | Trận    | Bàn     | Trận      | Bàn       |
| ------------------- | ------------------- | ------------------- | -------- | -------- | ------ | ------ | ---------- | ---------- | ------- | ------- | --------- | --------- |
| Liverpool           | 2014–15             | Premier League      | 0        | 0        | 0      | 0      | 1          | 1          | 0       | 0       | 1         | 1         |
| Liverpool           | 2015–16             | Premier League      | 1        | 0        | 0      | 0      | 0          | 0          | 2       | 0       | 3         | 0         |
| Tổng cộng sự nghiệp | Tổng cộng sự nghiệp | Tổng cộng sự nghiệp | 1        | 0        | 0      | 0      | 1          | 1          | 2       | 0       | 4         | 1         |